# Lord Belial
Lord Belial — шведская блэк-метал-группа.

## История
Музыкальный коллектив Lord Belial образовался в 1992 году. Первый состав выглядел следующим образом: Томас (Thomas, гитара/вокал), Мик (Micke, ударные), Андерс (Anders, бас-гитара) и Никлас (Niclas, гитара). Вскоре, в 1993 году, вышло первое демо группы The Art of Dying, состоящее из семи композиций. В 1994 году было сделано сразу две записи — второе демо Into the Frozen Shadows и дебютный альбом Kiss the Goat, который был выпущен в 1995 году.
После записи второго альбома Enter the Moonlight Gate Lord Belial отыграли концерт в Восточной Германии. В ноябре был совершён тур по Европе вместе с Dismember и Disfear. После записи в 1998 году своего третьего альбома The Unholy Crusade, в ноябре 2000 года из группы уходит Никлас. Но вскоре, буквально за неделю, Lord Belial нашли ему замену в лице Фредерика, раньше игравшего в Mastema.
После выступления 25 мая 2001 года на одном из шведских фестивалей группа отправляется в студию для записи альбома Angelgrinder, в записи которого принимал участие Andy LaRoque, который, в свою очередь, работал с King Diamond.
В ноябре 2001 года Никлас возвращается в группу.

## Дискография
- 1993 — The Art of Dying (демо)
- 1994 — Into the Frozen Shadows (демо)
- 1995 — Kiss the Goat
- 1997 — Enter the Moonlight Gate
- 1999 — Unholy Crusade
- 2001 — Night Divine (видео)
- 2002 — Angelgrinder
- 2002 — Doomed by Death (Сплит с Runemagick)
- 2003 — Purify Sweden (Сингл)
- 2003 — Scythe of Death (мини-альбом)
- 2004 — Mark of the Beast (DVD)
- 2004 — The Seal of Belial
- 2005 — Nocturnal Beast
- 2007 — Revelation — The 7th Seal
- 2008 — The Black Curse
- 2022 — Rapture

## Участники

### Настоящий состав
- Dark (англ. Thomas Backelin) — гитара, вокал
- Bloodlord (англ. Anders Backelin) — бас
- Sin (англ. Micke Backelin) — ударные
- Vassago (англ. Niclas Andersson) — гитара (1992—2000, 2001—2003, 2006-)

### Бывшие участники
- Daniel «Mojjo» Moilanen — ударные
- Fredrik «Plague» Wester — гитара (2000, 2002)
- Hjalmar Nielsen — гитара
- Jenny «Lilith» Andersson — Флейта (1993—1999 & Kiss the Goat)
- Cecilia Sander — Флейта (Into the Frozen Shadows & Angelgrinder)
- Catharina Jacobsson — Флейта (Enter the Moonlight Gate)
- Annelie Jacobsson — Флейта (Unholy Crusade)
- Jelena Almvide — Виолончель (Enter the Moonlight Gate & Unholy Crusade)